# Euryoryzomys russatus
El colilargo cabezón (Euryoryzomys russatus) es una especie de roedor del género Euryoryzomys de la familia Cricetidae Habita en el centro-este de Sudamérica.

## Taxonomía
Esta especie fue descrita originalmente en el año 1848 por el zoólogo paleontólogo y arqueólogo alemán Johann Andreas Wagner.
Localidad tipo
La localidad tipo referida es: "Ipanema, estado de São Paulo, Brasil". 

## Distribución geográfica y hábitat
Habita en zonas selváticas en altitudes bajas y selvas en galería en ambiente de cerrado de la región centro-este de Sudamérica, en el sudeste de Brasil, este del Paraguay y el nordeste de la Argentina, en la provincia de Misiones.

## Conservación
Según la organización internacional dedicada a la conservación de los recursos naturales Unión Internacional para la Conservación de la Naturaleza (IUCN), al no poseer mayores peligros y vivir en muchas áreas protegidas, la clasificó como una especie bajo “preocupación menor” en su obra: Lista Roja de Especies Amenazadas.